# TinyMCE
TinyMCE, також відомий як Tiny Moxiecode Content Editor (дуже малий редактор вмісту Moxiecode) являє собою платформо-незалежний базований на JavaScript/HTML WYSIWYG редактор.
Цей редактор створений Moxiecode Systems AB як програмне забезпечення з відкритим вихідним кодом під ліцензією LGPL. Конструкція TinyMCE дозволяє легко інтегрувати його із системами керування вмістом (CMS). Зокрема інтегрований з такими системами як Mambo, Joomla, Drupal, Plone, WordPress, b2evolution, e107 та phpWebSite.

## Браузерна сумісність
TinyMCE сумісний з Internet Explorer починаючи з версії 5.5, Mozilla Firefox всі версії, Safari версія 3, Google Chrome ,Opera версія 9 але не повністю.

## Розширення
Створено набір розширень, зокрема: автозбереження, попередній перегляд зображень, BBCode та багато інших. Зокрема:
- безкоштовний плагін для завантаження картинок до TinyMCE. Використовує Picasa для збереження картинок [Архівовано 2 березня 2013 у Wayback Machine.] (Python).

## Мовна підтримка
- з версії 3.x.x підтримує 46 мов.

## Компресор
TinyMCE має опціональний компресор для зменшення часу для завантаження скриптів. Компресор є для PHP,ASPX,JSP,CFM а також для Ruby on Rails